# Azul y Negro
Azul y Negro er en spansk musikduo, dannet i 1981 af Carlos García-Vaso og Joaquín Montoya. Nogle af deres største hits er “Me Estoy Volviendo Loco” som på dansk betyder “Jeg bliver vanvittig” og “No Tengo Tiempo”. Me Estoy Volviendo Loco blev udgivet i 1981 og blev genindspillet i 2002.

## Diskografi
- 1981: La Edad de Los Colores
- 1982: La Noche
- 1983: Digital
- 1984: Suspense
- 1985: Mercado Común
- 1986: Babel
- 1993: De Vuelta al Futuro
- 1996: De Vuelta al Futuro II
- 2002: Recuerda
- 2002: Mare Nostrum
- 2003: ISS (Incursión Sonora Surround) (2 versions)
- 2005: VOX
- 2005: El Color de los Éxitos
- 2007: Makes Me Happy
- 2008: Déjà Vu
- 2009: Retrospective
- 2011: Vision
- 2012: Crystalline World
- 2014: Silencio de Metal
- 2015: Locations
- 2016: Dicromo (1981–1986)